# Pirgu
Pirgu är en ort i Estland. Den ligger i Juuru kommun och landskapet Raplamaa, i den centrala delen av landet, 40 km söder om huvudstaden Tallinn. Pirgu ligger 76 meter över havet och antalet invånare är 128.
Terrängen runt Pirgu är mycket platt. Runt Pirgu är det glesbefolkat, med 15 invånare per kvadratkilometer. Närmaste större samhälle är Kohila, 6,7 km nordväst om Pirgu. I omgivningarna runt Pirgu växer i huvudsak blandskog.